# Markus Pröll
Markus Pröll (Rheinbach, 28 augustus 1979) is een Duits voetbaldoelman. Onder leiding van trainer-coach Ewald Lienen won hij in het seizoen 1999-2000 de titel met 1. FC Köln, waardoor de club terugkeerde in de hoogste afdeling van het Duitse voetbal, de Bundesliga.

## Carrière
- 1985-1991: VfR Flamersheim (jeugd)
- 1991-1995: Eintracht Lommersum (jeugd)
- 1995-1998: 1. FC Köln (jeugd)
- 1998-2003: 1. FC Köln
- 2003-2010: Eintracht Frankfurt